# Суроватиха (село)
Суроватиха (рос. Суроватиха) — село в Дальнеконстантиновському районі Нижньогородської області Російської Федерації.
Населення становить 113 осіб. Входить до складу муніципального утворення Суроватихинська сільрада.

## Історія
Від 2009 року входить до складу муніципального утворення Суроватихинська сільрада.

## Населення
| 2002 | 2010 |
| ---- | ---- |
| 181  | ↘113 |